# San Pedro de Gaíllos
San Pedro de Gaíllos – gmina w Hiszpanii, w prowincji Segowia, w Kastylii i León, o powierzchni 26,08 km². W 2011 roku gmina liczyła 317 mieszkańców.